# アレクサンドル・アントーノフ

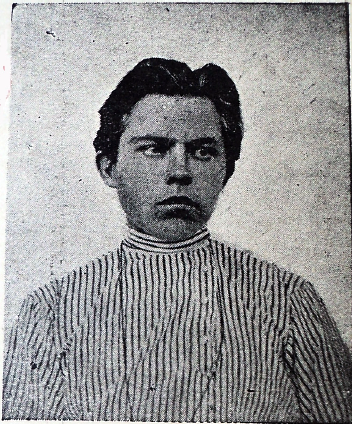
マグショット撮影時のアントーノフ

アレクサンドル・ステパーノヴィチ・アントーノフ（ロシア語: Алекса́ндр Степа́нович Анто́нов, ラテン文字転写: Alexander Stepanovich Antonov、1888年 - 1922年6月24日）は、ロシア帝国の革命家、エスエル党員。ロシア内戦中の1920年、タンボフ州で最大規模の反ボリシェヴィキ反乱を指導した。

## 生涯
モスクワ出身。
1906年、エスエルに入党し、1908年から1917年まで政治活動によりシベリアへ追放されていた。1917年のロシア革命で自由の身となった彼は、タンボフ州で「アントーノフの反乱」あるいは「タンボフ反乱」と呼ばれる反乱を起こした。このとき蜂起した農民は数万人に上り、一時はタンボフ州全域を席巻した。ウラジーミル・レーニンは内戦の英雄であるミハイル・トハチェフスキーを中心とする赤軍5万人を派遣し、裁判無しでの農民の射殺や毒ガスの使用などの残虐な方法により、ようやく鎮圧に成功した。
アントーノフは、1922年に逃亡先のタンボフ県ボリソグレープスキー郡ニージニーシブリャイ村でチェーカーによって兄弟のドミートリーと共に銃撃戦の末に殺害された。